# سیبیل بور
سیبیل لورینا بور (انگلیسی: Sybil Lorina Bauer زادهٔ ۱۸ سپتامبر ۱۹۰۳ - درگذشته ۳۱ ژانویهٔ ۱۹۲۷) شناگر اهل ایالات متحده آمریکا است.
وی نامزد اد سالیوان بود اما در سن ۲۳ سالگی بر اثر سرطان درگذشت.